# Yokasta Valle
Yokasta Galeth Valle Álvarez (n. Matagalpa, Nicaragua, 28 de agosto de 1992) es una boxeadora costarricense. Es exganadora en una clase de peso, habiendo tenido el título peso mínimo femenino de la Federación Internacional de Boxeo desde 2019 y anteriormente el título peso átomo femenino en 2016. También ha desafiado una vez por el título de peso mosca junior femenino de la OMB en 2017 y una vez por el título de peso minimosca femenino del Consejo Mundial de Boxeo en 2018. En mayo de 2020, BoxRec la clasificó como la cuarta mejor mini mosca femenina activa del mundo.

## Primeros años
Valle nació el 28 de agosto de 1992 en Matagalpa, Nicaragua. Valle tiene la nacionalidad costarricense y por tanto, representa a Costa Rica, pero ha manifestado que representa a Costa Rica y Nicaragua por sus orígenes.
Valle comenzó sus actividades deportivas practicando voleibol y luego pasó al boxeo debido a la influencia de su padre. Su primera pelea fue cuando tenía 13 años.

## Carrera profesional
Valle debutó el 26 de julio de 2014 en Alajuela, derrotando por decisión unánime a la boxeadora mexicana Guadalupe "La Fiera" Atilano.
El 1 de diciembre de 2017, Valle luchó por el título de peso mosca ligero femenino de la OMB contra la japonesa Naoko Fujioka, pero perdió por decisión unánime en diez asaltos. Esta fue también la primera derrota de Valle en su carrera profesional.
En 2018, Valle fue nombrada rival de Tina Rupprecht por la vacante de campeonato mundial de peso mínimo del CMB, luego de que la campeona reinante Momo Koseki se retirara. Valle perdió contra la alemana, en una pelea que tuvo lugar en Múnich el 16 de junio de 2018 por decisión unánime, siendo la segunda derrota de su carrera.
El 4 de agosto de 2019, Valle luchó contra Joana Pastrana por el título del campeonato mundial de peso mosca de la FIB, en un combate celebrado en Marbella. Valle ganó la pelea por decisión dividida, convirtiéndose en la nueva campeona mundial femenina de peso mosca.

## Registro de competencias
| No. | Resultado | Marcador | Oponente                 | Tipo                  | Asalto, tiempo | Fecha                   | Ubicación                                                                | Notas |
| --- | --------- | -------- | ------------------------ | --------------------- | -------------- | ----------------------- | ------------------------------------------------------------------------ | --- |
| 29  | Victoria  | 27-2     | Evelyn Nazarena Bermúdez | Decisión mayoritaria  | 10             | 26 de noviembre de 2022 | Dignity Health Sports Park, Carson, California, Estados Unidos           | Ganó el título de peso mosca junior femenino de la FIB y la OMB                                           |
| 28  | Victoria  | 26-2     | Nguyễn Thị Thu Nhi       | Decisión unánime      | 10             | 8 de septiembre de 2022 | Ciudad Deportiva Heiner Ugalde, San José, Costa Rica                     | Retuvo el título de peso minimosca femenino de la FIB Ganó el título de peso minimosca femenino de la OMB |
| 27  | Victoria  | 25-2     | Lorraine Villalobos      | Decisión unánime      | 10             | 11 de junio de 2022     | Honda Center, Anaheim, California, Estados Unidos                        | Retiene el título mini mosca femenino de la FIB                                                           |
| 26  | Victoria  | 24-2     | Sana Hazuki              | Decisión unánime      | 10             | 25 de marzo de 2022     | Cámara Ganadera de San Carlos, Alajuela, Costa Rica                      | Retiene el título mini mosca femenino de la FIB                                                           |
| 25  | Victoria  | 23-2     | Elizabeth Lopez Corzo    | Decisión unánime      | 10             | 18 de diciembre de 2021 | Ciudad Deportiva Heiner Ugalde, San José, Costa Rica                     | Retiene el título mini mosca femenino de la FIB                                                           |
| 24  | Victoria  | 22-1     | Debora Rengifo           | Decisión unánime      | 10             | 7 de agosto de 2021     | Oxígeno Human Playground, Heredia, Costa Rica                            | |
| 23  | Victoria  | 21–2     | Sana Hazuki              | Decisión unánime      | 10             | 30 de enero de 2021     | Oxígeno Human Playground, Heredia, Costa Rica                            | Retiene el título mini mosca femenino de la FIB                                                           |
| 22  | Victoria  | 20–2     | Carleans Rivas           | Knockout técnico      | 6 (10), 1:20   | 8 de febrero de 2020    | Ciudad Deportiva Heiner Ugalde, San José, Costa Rica                     | Retiene el título mini mosca femenino de la FIB                                                           |
| 21  | Victoria  | 19–2     | Yenifer León             | Decisión unánime      | 10             | 9 de noviembre de 2019  | BN Arena, San José, Costa Rica                                           | |
| 20  | Victoria  | 18–2     | Joana Pastrana           | Decisión dividida     | 10             | 4 de agosto de 2019     | Plaza de Toros de Puerto Banús, Marbella, España                         | Gana el título mini mosca femenino de la FIB                                                              |
| 19  | Victoria  | 17–2     | Valeria Mejía            | Knockout técnico      | 5 (10)         | 2 de febrero de 2019    | BN Arena, San José, Costa Rica                                           | |
| 18  | Victoria  | 16–2     | Edith Flores             | Decisión unánime      | 8              | 8 de diciembre de 2018  | Gimnasio Municipal, Santo Domingo, Costa Rica                            | |
| 17  | Victoria  | 15–2     | Luisana Bolívar          | Decisión unánime      | 10             | 13 de octubre de 2018   | BN Arena, San José, Costa Rica                                           | |
| 16  | Victoria  | 14–2     | Haydée Zapa              | Knockout técnico      | 2 (8)          | 23 de agosto de 2018    | Fantastic Casino Albrook Mall, Ciudad de Panamá, Panamá                  | |
| 15  | Derrota   | 13–2     | Tina Rupprecht           | Decisión unánime      | 10             | 16 de junio de 2018     | Ballhausforum, Unterschleißheim, Alemania                                | Por el título vacante mini mosca femenino del CMB                                                         |
| 14  | Derrota   | 13–1     | Naoko Fujioka            | Decisión unánime      | 10             | 1 de diciembre de 2017  | Korakuen Hall, Tokio, Japón                                              | Por el título de peso mosca junior femenino de la OMB                                                     |
| 13  | Victoria  | 13–0     | Yaditza Pérez            | Decisión unánime      | 10             | 31 de marzo de 2017     | Parque Central, San José, Costa Rica                                     | |
| 12  | Victoria  | 12–0     | Ana Victoria Polo        | Decisión dividida     | 10             | 16 de diciembre de 2016 | Parque Central, San José, Costa Rica                                     | Gana el título vacante mini mosca junior femenino de la FIB                                               |
| 11  | Victoria  | 11–0     | Linda Vázquez            | Decisión unánime      | 8              | 19 de agosto de 2016    | Gimnasio Shidokan Fitness, San Vicente                                   | |
| 10  | Victoria  | 10–0     | Lorena Mendoza           | Decisión unánime      | 8              | 28 de mayo de 2016      | Gimnasio Shidokan Fitness, San Vicente, Costa Rica                       | |
| 9   | Victoria  | 9–0      | Guadalupe Esquivel       | Retiro de la oponente | 5 (8)          | 2 de abril de 2016      | Gimnasio Shidokan Fitness, San Vicente                                   | |
| 8   | Victoria  | 8–0      | Xiomara Vilorio          | Retiro de la oponente | 2 (6)          | 15 de junio de 2016     | Centro Internacional de Ferias y Convenciones, San Salvador, El Salvador | |
| 7   | Victoria  | 7–0      | Blanca Rodríguez         | Retiro de la oponente | 1 (6)          | 19 de diciembre de 2015 | Gimnasio Boxeo Quepos, Quepos, Costa Rica                                | |
| 6   | Victoria  | 6–0      | Xiomara Vilorio          | Decisión unánime      | 6              | 28 de noviembre de 2015 | Gimnasio Fite Nite, Alajuela, Costa Rica                                 | |
| 5   | Victoria  | 5–0      | Lidiette Ortiz           | Knockout técnico      | 1 (6)          | 17 de octubre de 2015   | Estadio Edgardo Baltodano Briceño, Liberia, Costa Rica                   | |
| 4   | Victoria  | 4–0      | Yovanella Soza           | Knockout técnico      | 2 (4)          | 2 de agosto de 2015     | Gimnasio Fite Nite, Alajuela, Costa Rica                                 | |
| 3   | Victoria  | 3–0      | Yovanella Soza           | Decisión unánime      | 4              | 13 de junio de 2015     | Gimnasio Gabelo Conejo, Alajuela, Costa Rica                             | |
| 2   | Victoria  | 2–0      | Francisca Víquez         | Knockout técnico      | 3 (4)          | 10 de octubre de 2014   | Gimnasio Comité Deportes de Escazú, Escazú, Costa Rica                   | |
| 1   | Victoria  | 1–0      | Guadalupe Atilano        | Decisión unánime      | 4              | 26 de julio de 2014     | Gimnasio Fite Nite, Alajuela, Costa Rica                                 | |

## Vida personal
Valle participó en la versión costarricense 2018 de Dancing with the Stars.